# Joachim Rönneper
Joachim Johannes Rönneper (* 18. Mai 1958 in Düsseldorf) ist ein deutscher Schriftsteller, Herausgeber und Konzeptkünstler.

## Werdegang
Joachim Rönneper verbrachte seine Kindheit in Düsseldorf. Von 1970 bis 1974 besuchte er als Internatsschüler das Bischöfliche Pius-Gymnasium Aachen sowie von 1976 bis 1979 das St.-Pius-Gymnasium Coesfeld. Er studierte 1980 bis 1984 Germanistik, katholische Theologie und Pädagogik an der Westfälischen Wilhelms-Universität Münster und absolvierte sein Referendariat an der Städtischen Hauptschule in Cloppenburg.
1989 gründete er sein Staubmuseum und arbeitete von 1989 bis 1994 als künstlerisch-organisatorischer Leiter des Fördervereins junger Kunst 68elf e. V. in Köln. 1996 war er Lehrbeauftragter an der Kunstakademie Münster und erhielt das Max-Imdahl-Stipendium für Kunstvermittlung der Nordrhein-Westfalen-Stiftung für Naturschutz, Heimat- und Kulturpflege. Von 2000 bis 2015 war er in Teilzeit als Hauptschullehrer in Köln tätig.
Vom WDR wurde 1991 der Dokumentarfilm „Staub – Nimm ein Wort und mach eine Welt daraus. Porträt einer Idee des Konzeptkünstlers Joachim Rönneper“ ausgestrahlt (Buch und Regie: Johannes Backes unter Mitwirkung von Joachim Rönneper).

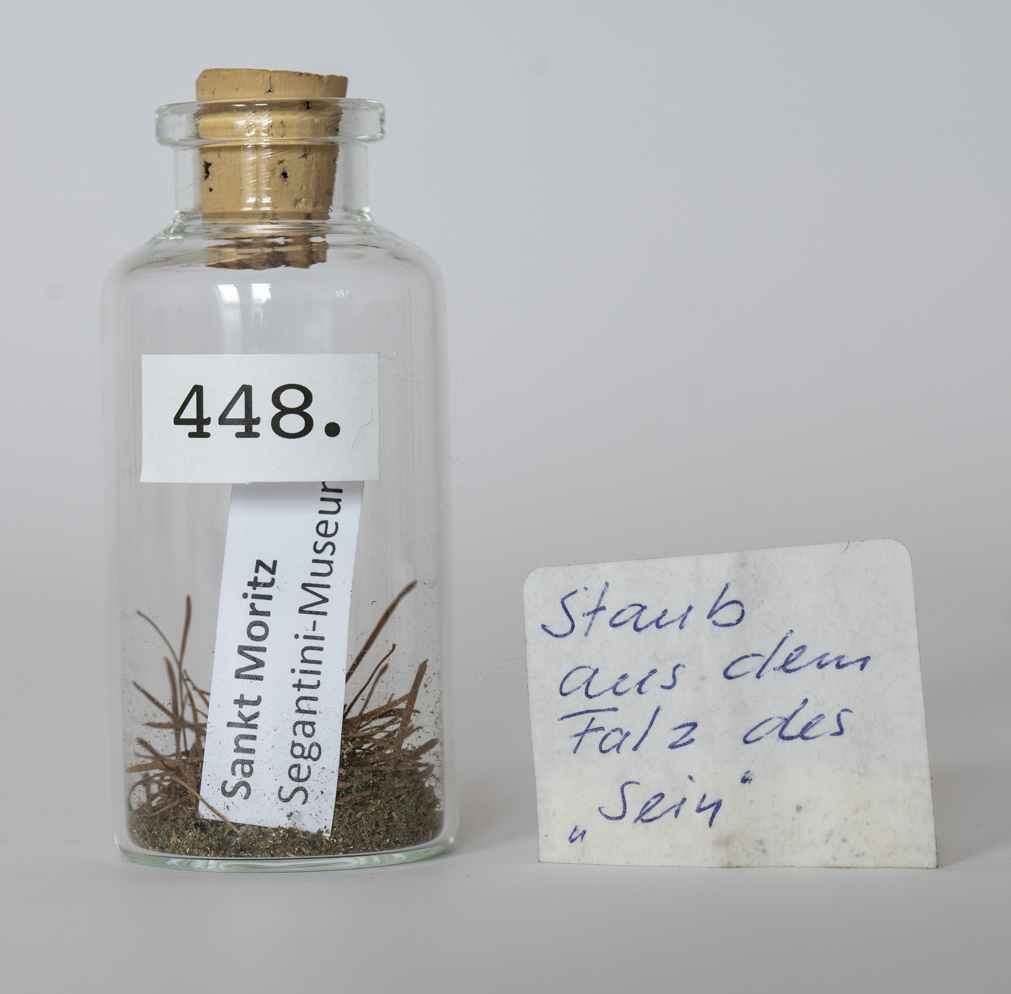
Staub aus dem Falz des Sein von Giovanni Segantini

## Staubmuseum
1989 gründete Rönneper sein konzeptuelles Staubmuseum gleichzeitig mit der Präsentation seiner niederländischen Staubsammlung im Museum Hedendaagse Kunst Utrecht unter dem Titel stofmuseumstaub. Der gleichnamige Katalog beinhaltet u. a. einen kunsthistorischen Beitrag über Künstler, die bis dato Staub künstlerisch thematisierten (Marcel Duchamp, Man Ray, Andy Warhol). Rönneper verschickte 1989 in einer internationalen Aktion 800 Anfragen mit der Bitte um Staub. Daraufhin erhielt er insgesamt 126 Staubproben. An dieser Aktion beteiligten sich in Belgien, der Bundesrepublik Deutschland, Großbritannien, Österreich und der Schweiz insgesamt 278 Kulturinstitutionen.
Die erste Staubprobe entnahm Rönneper 1984 aus der Galleria Nazionale d’Arte Moderna in Rom, die letzte 2019 von dem Gemälde Seestück von Gerhard Richter. Die Sammlung aus nationalen und internationalen Museen, Kultur- und Gedenkstätten umfasst 482 Staubproben, beispielsweise aus dem Musée Picasso Antibes und der Queen’s Gallery im Buckingham Palace, Bohrstaub vom Kasseler Apollon, radioaktiven Staub aus Tschernobyl, Staub der Staubfiltermattenanlage des Dortmunder Museums für Naturkunde sowie aus dem Falz des Alpentriptychons von Giovanni Segantini im Segantini Museum.
Neben diesem historischen musealen Staub enthält die Sammlung Atelier-, Bühnen- und „Autorenstaub“, darunter von Gerd Bonfert und Winfried Bornemann. Im Frühjahr 2019 schloss er sein Staubmuseum als ein künstlerisches Gesamtkunstwerk in Form eines Objektkastens mit nummerierten, inventarisierten Rollrandflaschen ab.

## Veröffentlichungen (Auswahl)

### Als Autor
- Johnny zieht in den Krieg. Materialien zu einem Film von Dalton Trumbo, Reihe Atlas-Forum, Duisburg: Verlag Atlas-Film und AV, 1988 (mit Joachim Jankow). ISBN 978-3-88932-003-2
- stofmuseumstaub. Stofmuseum Staubmuseum – Memento homo, quia pulvis es et in pulverem reverteris, Deutsch-Niederländische Museumsreihe, Stadtmuseum Ratingen, Museum Hedendaagse Kunst, Utrecht 1989, ISBN 978-3-926538-04-8.[10]
- Phänomen Staub. Dokumentation einer Idee. Neue Folge, Nr. 32. Beiträge u. a. von Heiner Müller, Hans-Werner Schmidt und Wilfried Seipel, Oberösterreichisches Landesmuseum, Linz 1990, ISBN 978-3-900746-24-7.[11]
- Kreuzweise. Stationen auf offener Straße. Zusammenarbeit mit Peter Stollenwerk. Mit einem Interview mit Friedhelm Mennekes. Kunst-Station St. Peter, Köln, KJG Verlag, Düsseldorf 1990.
- Gedankenstrich. Gedichte, Bilder, Essays. Beiträge u. a. von Erwin Grosche, Hanns Dieter Hüsch, Oswald Tschirtner, F. K. Waechter. Heinrich-Heine-Institut Düsseldorf, Anabas-Verlag, Gießen 1992, ISBN 978-3-87038-241-4 (Ausstellungskonzept).[12]
- Maler Moll. Malung & Dichterei. Dichter Dur. Text + Bild. Illustrationen von Norman Junge. Städtisches Museum Gelsenkirchen / Kurpfälzisches Museum Heidelberg / Museum der Stadt Ratingen / Burg Wissem – Bilderbuchmuseum der Stadt Troisdorf, 1995/96.[13]
- Wer nicht sehen will, muß hören. Kunst und Literatur als Text-Hör-Bilder. Stipendiumsprojekt im Rahmen der Ausstellung 100 Jahre Kunst im Aufbruch. Die Berlinische Galerie zu Gast in Bonn. Kunst- und Ausstellungshalle der Bundesrepublik Deutschland, Bonn 1998.[14]
- Maler Moll. Malung & Dichterei, Illustrationen von Norman Junge. Kindermann Verlag, Berlin 2013, ISBN 978-3-934029-20-0.[15]
- Museum op Kölsch. Mundart trifft auf Weltkunst, Emons Verlag, Köln 2011, ISBN 978-3-89705-876-7 (mit Georg Kohlen).
- Museum auf Weanarisch. Mundart trifft auf Weltkunst, Emons Verlag, Köln 2012, ISBN 978-3-95451-020-7 (mit Georg Kohlen).
- Museum op Öcher Platt. Mundart trifft auf Weltkunst, Emons Verlag, Köln 2013, ISBN 978-3-95451-105-1 (mit Georg Kohlen).
- Museum auf Bairisch. Museum trifft auf Weltkunst, Emons Verlag, Köln 2013, ISBN 978-3-95451-225-6 (mit Georg Kohlen).
- Leertaste. Literarische Miniaturen, Arachne Verlag, Gelsenkirchen 2018, ISBN 978-3-932005-74-9.

### Als Herausgeber
- wahnsinnig poetisch. Gedichte vom Sinn des Wahns, Verlag Jakob van Hoddis, Gütersloh 1987, ISBN 3-926278-08-0.
- Die Welt der Museen. Literarische Besuche in den Museen der Welt, Insel Verlag, Frankfurt am Main 1993, ISBN 978-3-458-33193-3.
- Mit Pinsel und Palette. Gedichte und Geschichten über Maler, Insel Verlag, Frankfurt am Main 1996, ISBN 978-3-458-33547-4.
- Picasso im Schnee. Geschichten von Bildern, die aus dem Rahmen fallen, Insel Verlag, Frankfurt am Main 1999 ISBN 978-3-458-33979-3.
- Jene Trauben des Zeuxis. Aufzeichnungen. Hans Bender über Malerei, Rimbaud Verlag, Aachen 2002, ISBN 978-3-89086-714-4.
- Picasso geht spazieren. Eine poetische Hommage, Insel-Bücherei, Frankfurt am Main 2004, ISBN 978-3-458-19258-9.
- Tattoo Tattoo. Elf Geschichten, die unter die Haut gehen, Arachne Verlag, Gelsenkirchen 2004, ISBN 978-3-932005-21-3.
- überbrücken. Eine Anthologie über Brücken, Arachne Verlag, Gelsenkirchen 2007, ISBN 978-3-932005-65-7.
- Rendezvous der Augenblicke. Gedichte über Künstler von Arp bis Zille, Arachne Verlag, Gelsenkirchen 2007, ISBN 978-3-932005-34-3.
- Vor meiner Haustür. Ein Begleitbuch zu den ,Stolpersteinen‘ von Gunter Demnig, Arachne Verlag, Gelsenkirchen 2010, ISBN 978-3-932005-40-4.
- Anna Blume und Herr Waldemar. documentaDICHTER, Arachne Verlag, Gelsenkirchen 2012, ISBN 978-3-932005-46-6.
- Momente wie diese. Photographie im Sucher der Literatur, Arachne Verlag, Gelsenkirchen 2012, ISBN 978-3-932005-47-3.
- Schmuckstücke. Eine brillante Lektüre. Anthologie anlässlich des 125-jährigen Jubiläums des MAKK in Köln, Arachne Verlag, Gelsenkirchen 2013, ISBN 978-3-932005-52-7.
- Mein Bettelbrief. Prominente antworten, Arachne Verlag, Gelsenkirchen 2017, ISBN 978-3-932005-66-4.
- Heimat ist. Abgeordnete des 19. Deutschen Bundestages antworten, Arachne Verlag, Bonn 2019, ISBN 978-3-932005-78-7.
- Malermanöver. Dokumentation einer Aktion von Norman Junge, Arachne Verlag, Bonn 2019, ISBN 978-3-932005-76-3.
- abgeschminkt. Geschichten über den Clown, mit einem Nachwort von Manfred Schneckenburger, Arachne Verlag, Bonn 2019, ISBN 978-3-932005-65-7.

### Einzelausstellungen mit Katalog
- 1989: stofmuseumstaub. Stofmuseum Staubmuseum – Memento homo, quia pulvis es et in pulverem reverteris, Deutsch-Niederländische Museumsreihe, Stadtmuseum Ratingen, Museum Hedendaagse Kunst Utrecht, 1989
- 1995/1996: Ausstellung Maler Moll, Museum für Bilderbuch-Kunst Troisdorf, Stadtmuseum Ratingen, Kurpfälzisches Museum der Stadt Heidelberg[16]